# Kruh sv. Ante
Kruh sv. Ante, humanitarno-karitativna dobrotvorna ustanova Franjevačke provincije Bosne Srebrene. Baštinica je prijašnje Bratovštine kruha svetog Ante (1896.) i Humanitarnog društva Kruh sv. Ante (1992.). Pod ovim imenom koje nosi danas registrirana je u Federalnom ministarstvu pravosuđa BiH 2003.
Nastala je je iz franjevačkog osjećaja prema bratu čovjeku, iz brige za ljude u duhovnim i materijalnim potrebama. Važnije djelatnosti ustanove su pučke kuhinje, pomoć povratnicima, raseljenim osobama i drugim siromasima, skrb za djecu: Zlatni cekin i dječji vrtići u Busovači i Bugojnu, izgradnja bolje budućnosti: pomoć studentima (stipendije i dr.), studentski dom, služba medicinske pomoći: kućna njega i centar za fizikalnu terapiju, trauma centar (osnovan 2008.): psihoterapija u zajednici, bave se sprječavanjem ovisnosti te liječenje od iste (terapijska zajednica Izvor na Plehanu, članica Euro TC-a) i dr. Pomažu izgradnju škole u Ruandi. Održavaju Dane Kruha sv. Ante. U Kruhu sv. Ante je pedeset djelatnika, zatim pedesetak djelatnika u Zlatnom cekinu u Slavonskom Brodu i uz to djelatnici po dječjim vrtićima u Bugojnu i Busovači. Ustanova živi od donacija i pomaže najugroženijima pripadnicima društva. Ravnatelji Kruha sv. Ante bili su fra Joso Oršolić i dr.